# 110 필름

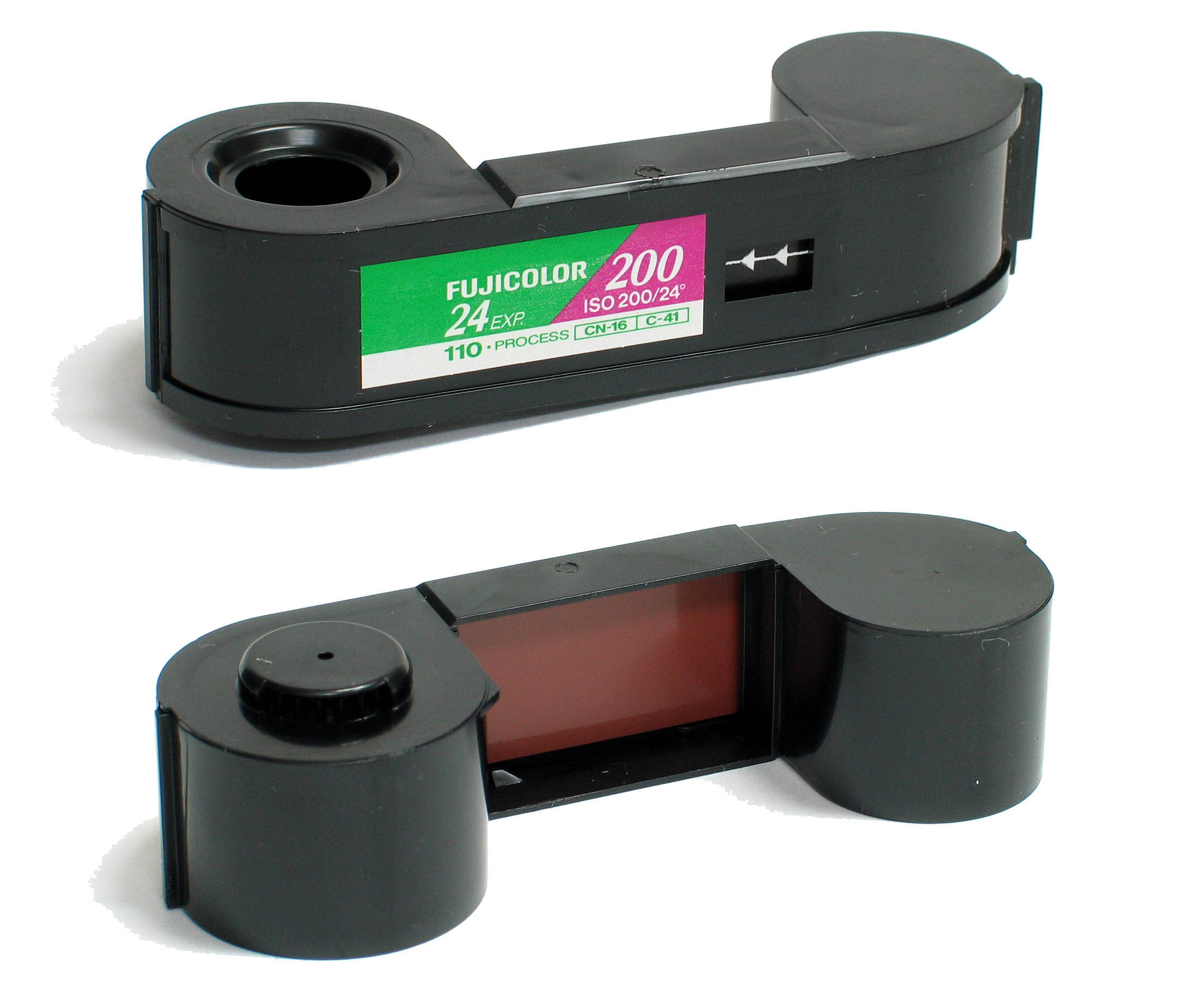
110 필름 카트리지

110은 스틸 사진 촬영에 사용되는 카트리지 타입의 필름 형식이다. 1972년 코닥이 선보였다. 110은 코닥의 이전 필름 126 필름 포맷의 작은 버전이다. 필름은 플라스틱 카트리지에 들어 있다.

## 같이 보기
- 분류:필름 규격
- 필름 규격